# 大根ずし
大根ずし（だいこんずし）は、大根と身欠きニシンを用いるなれずし。金沢市および白山市の旧・石川郡鶴来町地域などで伝統的に作られ、正月料理などとして食べられる。

## 特徴
材料や製法、外見などは鰊漬けと共通点が多い。また飯寿司に分類される事もあり、その中で福井県のにしんずしとも似ているが、大根ずしの方が大根の比率が高い、身欠きニシンを酒に漬け、戻すという違いがある。同じく石川県の加賀地域で作られるかぶら寿司よりも安価な材料で作られる。
なお、岐阜県の飛騨地方北部にも大根ずしが存在するが、大根を千切りにして揚げ豆腐を使うなど差異が大きく、石川県の大根ずしとは別個に誕生し発展した郷土料理だと考えられる。

## 製法
主に11月から1月にかけて作られる。身欠きニシンは米のとぎ汁に一晩漬けてもどし、鱗を取り除いて数cmに切った後、酒に漬ける。大根は皮を残したまま切れ目を入れ、幅2cmの輪切りにする。切れ目にニシンを挟み、米麹と千切りの人参、昆布、唐辛子などを加えて漬けこむ。
米デンプンや大根のグルコースやマルトース、フルクトースによって乳酸菌の増殖が促進され、伝統的な製法では漬けこんで3日後には乳酸菌が10⁸cfu/g以上に達する。また、遊離アミノ酸は15日目以降に急増する。完成後、1cm幅に切って麹を付けたまま食べる。

## 歴史
金沢を中心とした地域で、近世から作られていた。現在の金沢市高岡町に住んでいた金子有斐の『鶴村日記』には、文政9年1月5日（1826年2月11日）に鶴来町屋より「にしんのすし」を贈られたという記述がある。これは現代の大根ずしに相当する寿司だと考えられている。表具師、髪結いなどの商人が得意先に対して年初にかぶら寿司や大根ずしを贈る風習があったほか、一般的に親戚や近所と互いに大根すしを贈り合っていた。武士など身分の高い人々が主に食べるかぶら寿司に対し、大根ずしは一般人も食べていた。
第二次世界大戦前は、漬物と同様に各家庭で作られていた。1965年頃からは、かぶら寿司とともに大根ずしを本格的に製造する漬物業者が増加した。贈答品になるかぶら寿司に対し、大根ずしは各家庭で消費される事が多い。